# 4664 Hanner
4664 Hanner este un asteroid din centura principală, descoperit pe 14 august 1985 de Edward Bowell.